# Nomada pesenkoi
Nomada pesenkoi är en biart som beskrevs av Schwarz 1987. Nomada pesenkoi ingår i släktet gökbin, och familjen långtungebin. Inga underarter finns listade i Catalogue of Life.